# Carmelo Simeone
Carmelo Simeone (22 de setembre de 1934 - 11 d'octubre de 2014) fou un futbolista argentí.

## Selecció de l'Argentina
Va formar part de l'equip argentí a la Copa del Món de 1966.

## Palmarès
Boca Juniors
- Primera División Argentina: 1962, 1964, 1965

## Referències

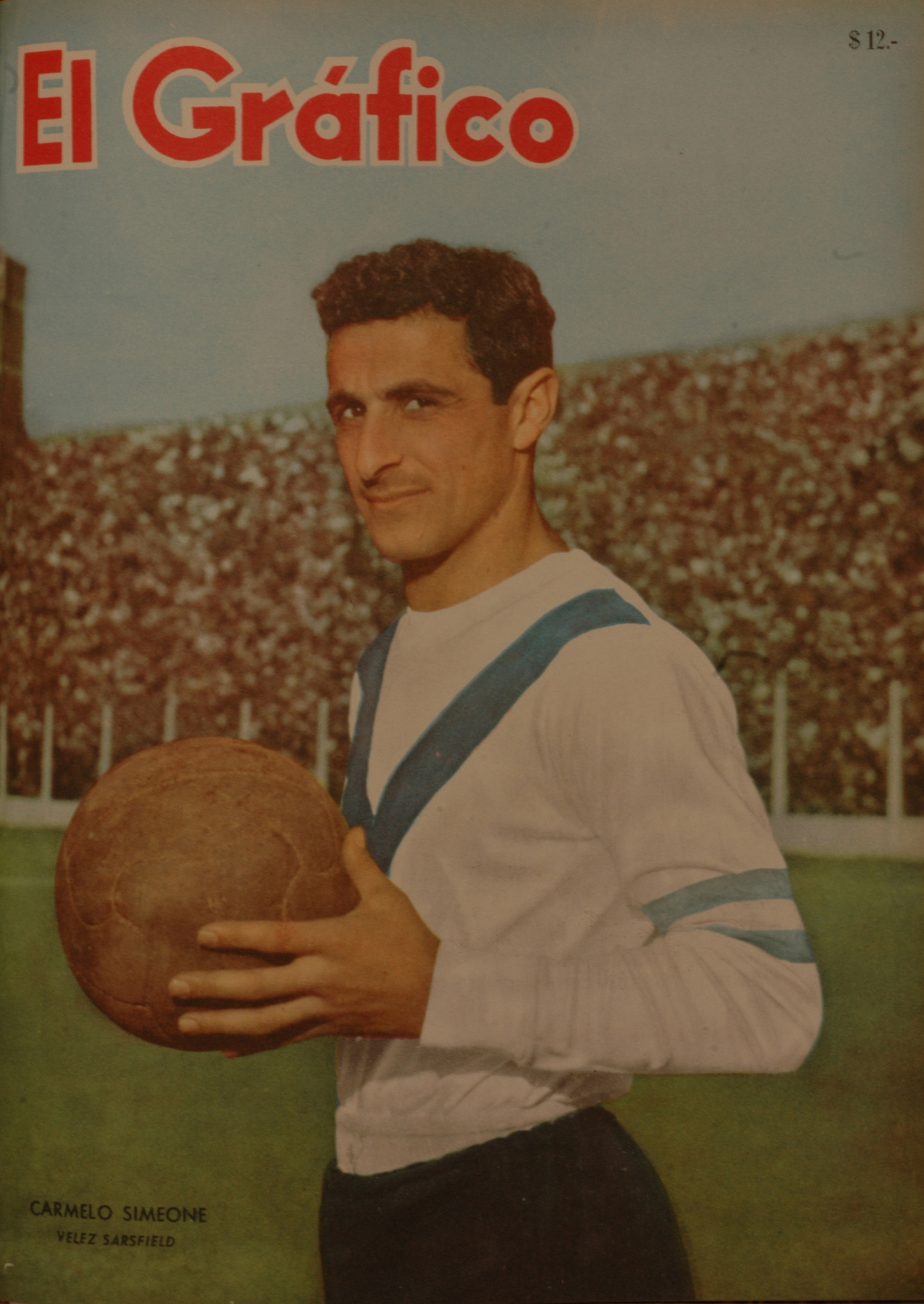
Carmelo Simeone el 1961.